# Holocentropus castus
Holocentropus castus là một loài Trichoptera hóa thạch trong họ Polycentropodidae.